# Toszewci
Toszewci (bułg. Тошевци) – wieś w Bułgarii, w obwodzie Widyń, w gminie Gramada. W 2024 roku liczyła 189 mieszkańców.

## Historia
Na przełomie XVIII i XIX w. we wsi osiedliła się znaczna liczba osadników z Tetewenu, jednak z biegiem czasu zatraciła się ich charakterystyczna środkowobałkańska mowa.

## Osoby związane z miejscowością

### Urodzeni
- Mładen Cenkow (1834–?) – bułgarski deputat, pradziadek Petyra Mładenowa
- Ceno Łambrew (1897–1917) – bułgarski podporucznik, dowódca plutonu 8 kompanii 3 pułku piechoty Bdino
- Petyr Mładenow (1936–2000) – bułgarski prezydent Bułgarii
- Żiwko Żiwkow (1915–2000) – bułgarski polityk, minister